# Relations entre le Togo et l'Union européenne
Les relations entre le Togo et l’Union européenne reposent sur le dialogue politique instauré par l'accord de Cotonou. Depuis 2004 et la tenue de consultations au titre de l’article 96 de cet accord, les relations entre l'Union et le Togo se sont renforcées et a permis le retour du Togo dans le cadre de l'application de l’article 8 de l'accord de Cotonou.

## Sources

## Compléments